# 出口延経
出口 延経（でぐち のぶつね、明暦3年（1657年）10月17日 - 正徳4年（1714年）8月21日）は、江戸時代中期の伊勢神宮外宮神官。権禰宜。国学者。本姓は度会氏。通称は権大夫、帯刀。号は講古堂。

## 人物
伊勢神宮の権禰宜を務めた出口延佳の次男として生まれ、兄が早生したため家職を継ぎ、幼い頃より父に従い古典の研究に精進した。
父が創始した後期伊勢神道を引き継いで研究を行い、極めて精密な考証に基づく学問成果を残した。元禄9年（1696年）には、父が手掛け未完に終わった『伊勢二所皇太神宮次第記』を完成させ上梓した他、『弁卜抄』を著して吉田家の職権が不当なものであることを論証した。
伊勢神道を批判した吉見幸和も延経の考証の精密さに一目置き、入門している。後に幸和は延経の『弁卜抄』を増補して『増補弁卜鈔俗解』を著した。

## 学績
父延佳が主に思想面において学問をなし、後期伊勢神道の創始者となったのに比べて、延経は父の説を整理して発探する位置にあったことから、より着実で精巧な考証学的研究を行なっている。伝統的に伊勢神道においては外宮の祭神を天之御中主神や国常立尊などに附会しており、父もその立場を取っていたが、延経は考証的な研究から祭神の附会説を取らず、単に豊受太神とだけ記したことは従来の伊勢神道説と比して特筆される。
主著に上述の他『神名帳考証』『斎宮部類』『皇大神宮殿舎考証』などがある。